# Domingo da Trindade
Domingo da Trindade, também conhecido como Domingo da Santíssima Trindade, é o primeiro domingo após o Pentecostes no calendário litúrgico cristão ocidental, e o domingo de Pentecostes no cristianismo oriental. O Domingo da Trindade celebra a doutrina cristã da Trindade, as três Pessoas de Deus: o Pai, o Filho e o Espírito Santo.

## Cristianismo ocidental
O Domingo da Trindade é celebrado em todas as denominações das igrejas litúrgicas ocidentais: Católica Latina, Luterana,  Anglicana,  Reformada (Reformada Continental, Presbiteriana,  Congregacionalista),  e Metodista . 

### História
Na Igreja primitiva, nenhum Ofício ou dia especial era designado para a Santíssima Trindade. Quando a heresia ariana estava se espalhando, os Padres prepararam um Ofício com cânticos, respostas, um Prefácio e hinos, para serem recitados aos domingos. No Sacramentário de Gregório I há orações e o Prefácio da Trindade. Durante a Idade Média, especialmente durante o período carolíngio, a devoção à Santíssima Trindade era uma característica muito importante da devoção privada e inspirou várias expressões litúrgicas.  Os domingos são tradicionalmente dedicados à Santíssima Trindade. 
As Micrologias escritas durante o pontificado de Gregório VII não listam nenhum Ofício especial para o domingo após Pentecostes, mas acrescentam que em alguns lugares recitaram o Ofício da Santíssima Trindade composto pelo Bispo Estêvão de Liège (903–920). Para outros, o Ofício era rezado no domingo anterior ao Advento. Alexandre II (1061–1073) recusou uma petição para uma festa especial, alegando que tal festa não era costumeira na Igreja Romana, que diariamente honrava a Santíssima Trindade com o Gloria Patri, etc., mas ele não proibiu a celebração onde ela já existia. Um novo ofício foi criado pelo franciscano John Peckham, cônego de Lyon, mais tarde arcebispo de Canterbury (falecido em 1292). 
João XXII (1316-1334) ordenou a festa para toda a Igreja no primeiro domingo após Pentecostes e estabeleceu-a como um duplo da Segunda Classe. Foi elevado à dignidade de primário da primeira classe, em 24 de julho de 1911, por Papa Pio X (Acta Ap. Sedis, III, 351). Como foi depois do primeiro grande Pentecostes que a doutrina da Trindade foi proclamada ao mundo, a festa sucede apropriadamente à de Pentecostes.

### Catolicismo Romano
Na Igreja Católica Romana, é oficialmente conhecida como Solenidade da Santíssima Trindade . Antes das reformas do Concílio Vaticano II, marcava o fim de um período de três semanas durante o qual os casamentos na igreja eram proibidos. O período começava no Domingo das Rogações, o quinto domingo depois da Páscoa.[carece de fontes?] A cor litúrgica prescrita é o branco.
No Ofício Divino tradicional, o Credo de Atanásio (Quicumque vult) é dito neste dia no Prime. Antes de 1960, era rezado em todos os domingos depois da Epifania e de Pentecostes que não se enquadravam nas oitavas ou nos quais uma festa de categoria dupla ou superior era celebrada ou comemorada, bem como no Domingo da Trindade. As reformas de 1960 reduziram-no para uma vez por ano, neste domingo.
No Missal de 1962, a Missa do Primeiro Domingo depois do Pentecostes não é dita nem comemorada no domingo (é permanentemente impedida pelo Domingo da Trindade), mas é usada durante a semana se a Missa ferial estiver sendo dita.
A quinta-feira após o Domingo da Trindade é celebrada como a Festa de Corpus Christi. Em alguns países, incluindo os Estados Unidos, Canadá e Espanha, pode ser celebrado no domingo seguinte, quando os fiéis têm maior probabilidade de assistir à missa e poder celebrar a festa.

### Luteranismo
Uma característica distintiva do culto luterano é a recitação do Credo Atanasiano no Domingo da Trindade durante as Matinas .  Também pode substituir o Credo Niceno durante a missa.  O Livro Luterano de Adoração, o Culto Luterano e o Livro de Serviço Luterano especificam isso. 

### Anglicanismo
O Domingo da Trindade tem o status de Festa Principal na Igreja da Inglaterra e é um dos sete principais dias de festa na Igreja Episcopal dos Estados Unidos. 
Tomás Becket (1118–1170) foi consagrado Arcebispo da Cantuária no domingo após Pentecostes (Whitsun). Seu martírio pode ter influenciado a popularidade da festa na Inglaterra. Esta observância espalhou-se de Cantuária por toda a cristandade ocidental. 
O Credo Atanasiano, embora não seja usado com frequência, é recitado em certas igrejas anglicanas, particularmente aquelas de tendência da Alta Igreja. Seu uso é prescrito no Livro de Oração Comum da Igreja da Inglaterra de 1662 para uso em certos domingos na Oração da Manhã, incluindo o Domingo da Trindade, e é encontrado em muitos livros de oração anglicanos modernos.  Está na seção Documentos Históricos do Livro de Oração Comum de 1979 (Igreja Episcopal), mas seu uso não é especificamente previsto nas rubricas daquele livro de orações.
As paróquias com uma igreja anglo-católica seguem um calendário onde o Corpus Christi é celebrado na quinta-feira seguinte, ou em alguns casos no domingo seguinte. 

### Metodismo
No uso tradicional metodista, O Livro de Culto para Igreja e Lar (1965) fornece as seguintes Coletas para o Domingo da Trindade: 

## Cristianismo oriental
Nas Igrejas Ortodoxa Oriental e Católica Oriental, o próprio Domingo de Pentecostes é chamado de Domingo da Trindade (o domingo após o Pentecostes é o Domingo de Todos os Santos). A segunda-feira após o Pentecostes é chamada de Segunda-feira do Espírito Santo, e o dia seguinte é chamado de Terceiro Dia da Trindade. Na prática oriental, o verde é usado no Pentecostes e na sua Festa Posterior. 